# Gasteranthus leopardus
Gasteranthus leopardus là một loài thực vật có hoa trong họ Tai voi. Loài này được M.Freiberg mô tả khoa học đầu tiên năm 1996.